# 西嶼西臺
西嶼西臺，又稱作西嶼古堡、西嶼西砲臺，是位於臺灣澎湖縣西嶼鄉的清代軍事遺址，同時也是澎湖現存最完整和最大規模的古砲臺，當前屬為中華民國國定古蹟。

## 歷史

### 清治時期
西嶼自明鄭末年時即設置炮台，西元1683年（明鄭永曆37年、康熙22年），清水師提督施琅率艦攻打澎湖，明將劉國軒為強化澎湖而興建砲台，清廷佔領後，則延用明鄭時期構建的砲臺做為防禦設施。
清康熙五十六年（1717年），西嶼西臺加以改建，直到光緒九年（1883年）清法戰爭爆發後，澎湖通判李嘉棠再次改建，並於次年完工。戰爭結束後歸因台灣建省，為因應防禦海上敵艦攻擊，台灣巡撫劉銘傳親履澎湖會勘提出「本爵部院查澎湖一島孤危絕險，為閩台門戶，必須禦築堅厚砲台，購置精利大砲，選派勁旅駐紮，方足以守禦。」多次奏請加強澎湖的海防，最終任命澎湖總兵吳宏洛建造，在委請德國技師鮑恩士協助下改建，最終西嶼西臺於光緒十五年（1889年）完工，並配備其有6及12吋口徑之阿姆斯特朗大砲各一門、10吋同型砲二門及銅砲二門，即為現今所遺存的砲台。

### 日治時期
1895年（光緒21年），歸因乙未戰爭使日軍登陸澎湖，日艦畏懼於西嶼西臺的火砲威力，轉由湖西裡正角海岸登陸，西嶼西臺因位於澎湖島的最西側，無法火力支援澎湖島東側的拱北砲臺，最終無法發揮其應有的火砲威力，澎湖則在三天內完全攻陷。
日軍在佔據澎湖島後，隨即起調查和測繪澎湖各砲臺之標高和配備，因為防止敵軍由西方登陸及襲擊。同年則將西嶼西臺改稱西嶼西砲臺，並於外垵西側高地增建新砲臺一處，且配備多種砲門，1901年（明治34年），再度改建成西嶼西堡壘，其任務為以重砲從西嶼燈塔一帶的海面射擊，以掩護東堡壘可向其北方灣內射擊，1919年（大正8年）因調整澎湖要塞兵備，其中西堡壘改稱為「西砲臺」，在第二次世界大戰中，因美軍採跳島作戰方式，因西嶼西臺得以未遭砲毀而保存至今。

### 戰後時期
1983年12月28日，中華民國內政部公告第一批15座一級古蹟名單，西嶼西臺名列其中。1997年5月，《文化資產保存法》修法後，廢除一級古蹟分法，西嶼西臺改為國定古蹟。

## 設施
西嶼西臺佔地8公頃，配置大略呈內凹方形系統，當前保留建築包括外堡門、外土垣、內壕溝、內堡門及內土垣、砲座、甬道、兵房、內校場，其有6及12吋口徑之阿姆斯特朗大砲各一門、10吋同型砲二門及銅砲二門，砲臺和兵房及甬道主體結構為磚石混合砌築，牆體外側以當時最新的鐵土材料做為粉刷層。
其中，西嶼西臺正面入口築有雙重拱門，外堡門上方鑲嵌劉銘傳親題的「西嶼西臺」門額，砲臺內部分布許多拱頂、甬道，兩側兵房的磚砌房間是官兵起居之所，一旦發生戰況，官兵可以在甬道內往來聯絡。

## 圖輯

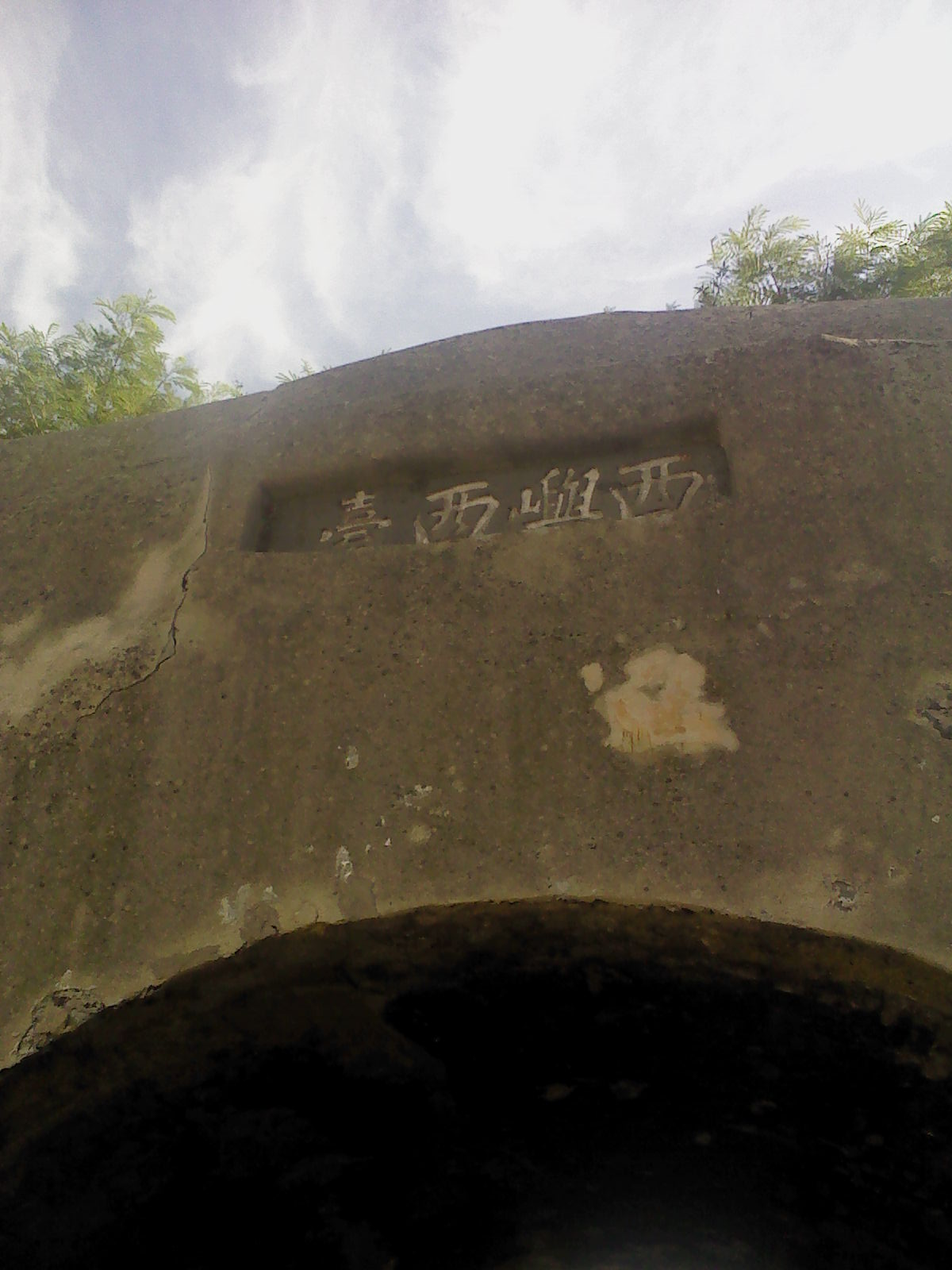
西嶼西臺門額
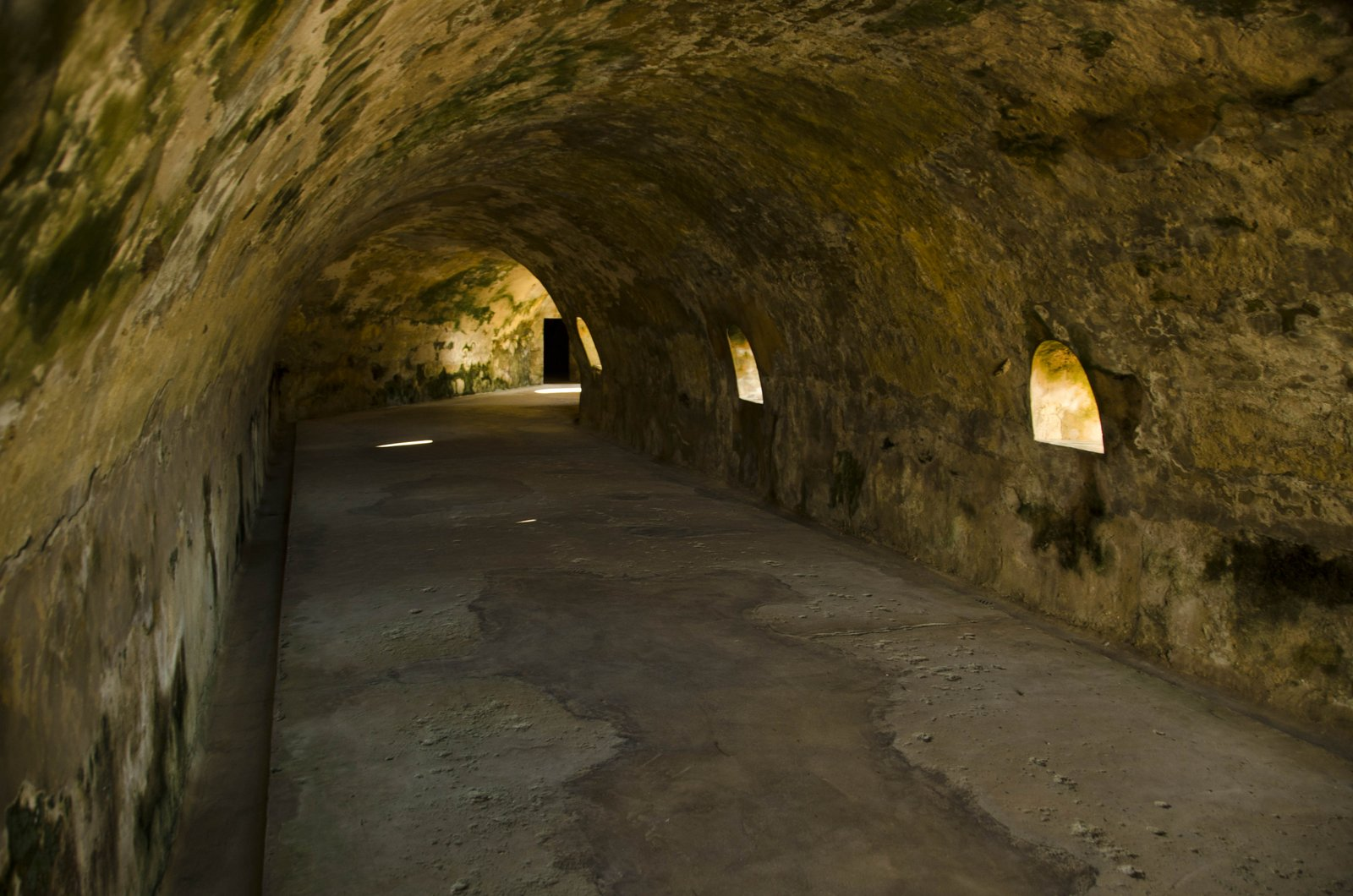
西嶼西臺內部
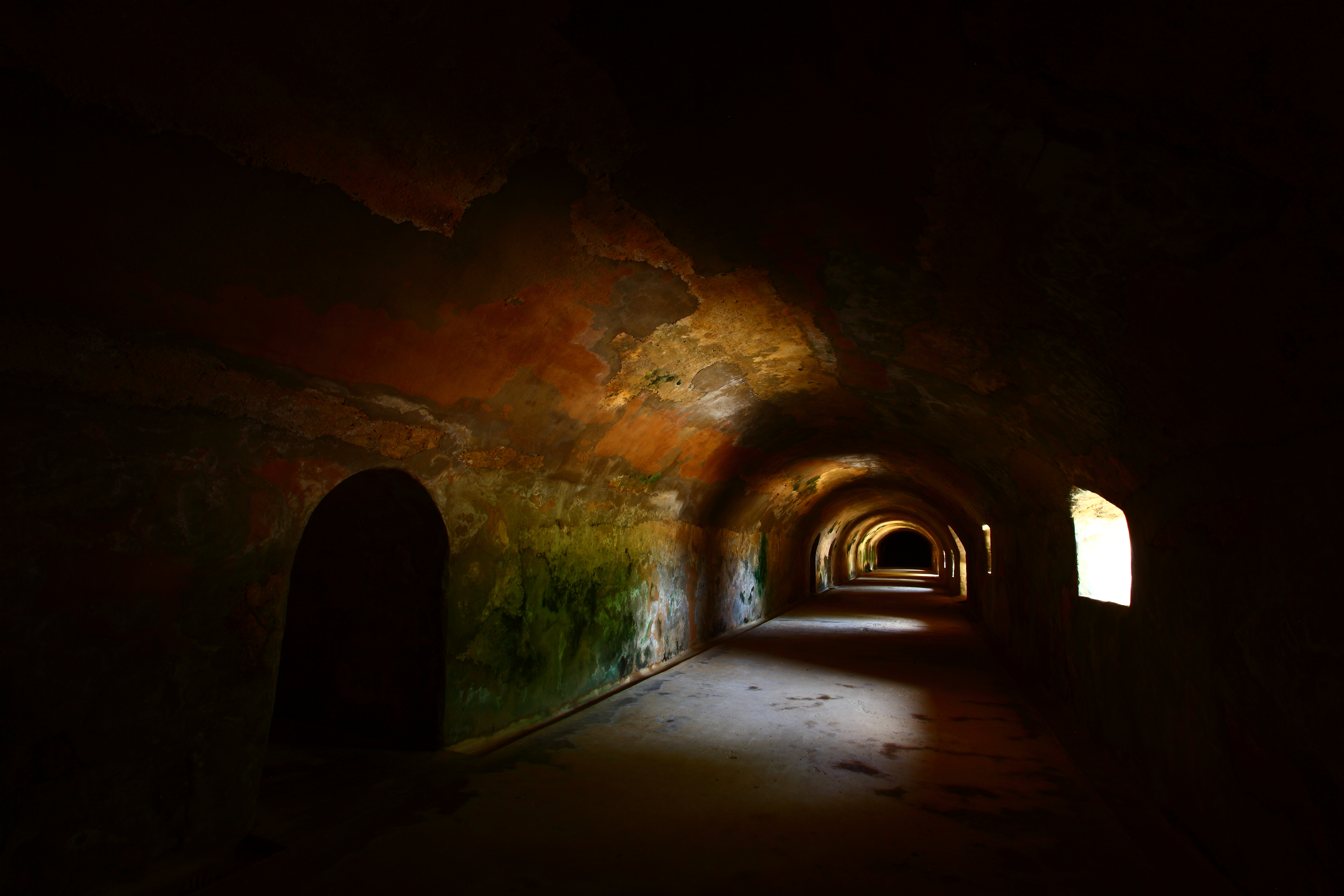
西嶼西臺內部
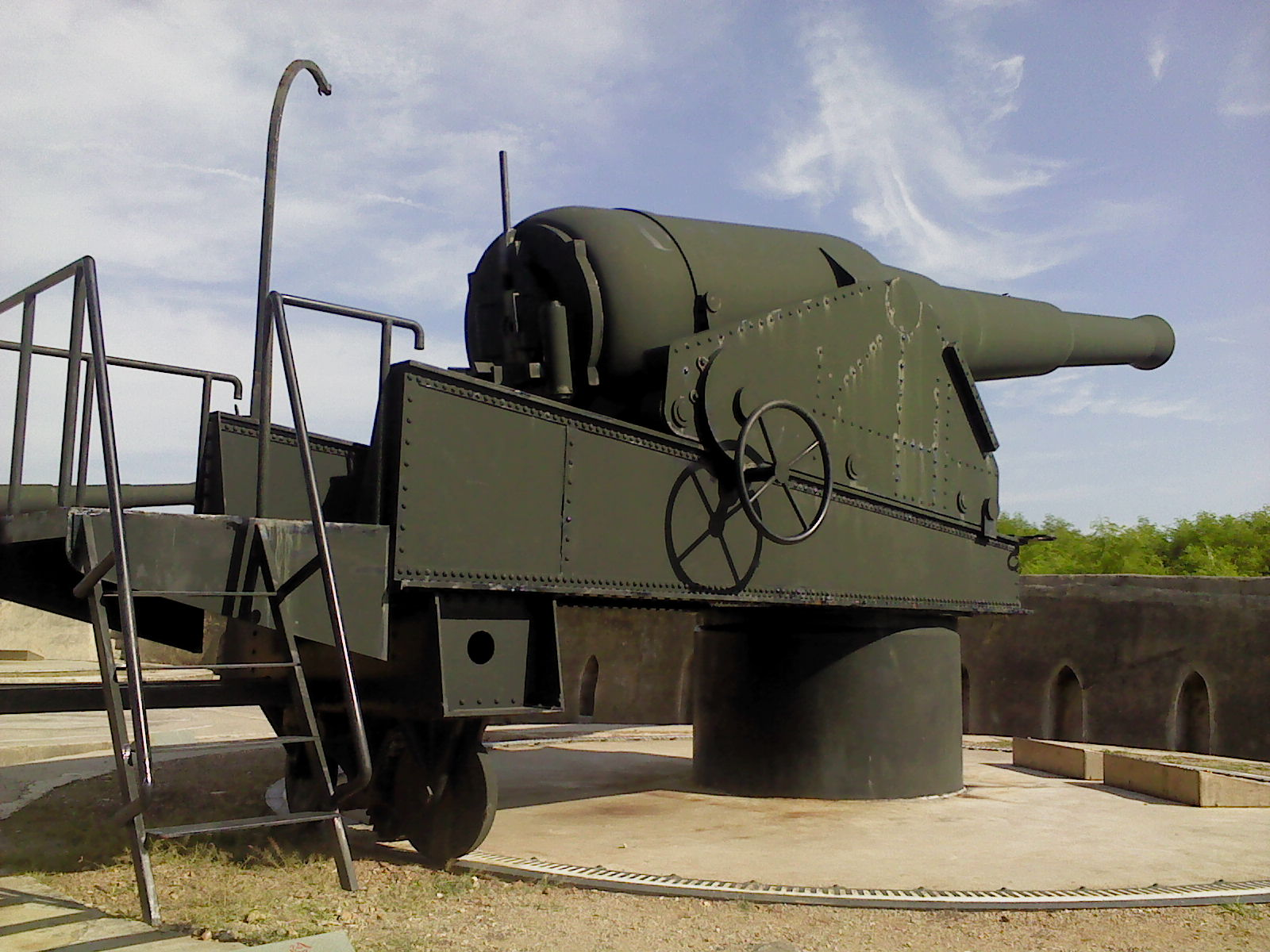
當前展示之仿阿姆斯脫朗大砲